# 野口悦男
野口 悦男（のぐち えつお、1947年12月12日-2008年11月23日）は、日本の温泉をフィールドとして活動した評論家・ジャーナリスト。日本温泉遺産を守る会代表。日本温泉科学会会員。

## 略歴
「にごり湯」「野湯」「立ち寄り湯」「源泉掛け流し」などの温泉の特徴を表す用語を創り出した。これらの用語は、温泉関係の書物、観光案内等に用いられるまでに広まった。
「日本秘湯を守る会」との関係が深く、『「日本秘湯を守る会」が現在のかたちで存在するのは、野口悦男さんのご苦労の賜物である。』とは、同会長・佐藤好億の弔辞である。
埼玉県日高市出身。國學院大學時代は山岳部に所属。写真家の三木慶介に師事して、世界中をまわって山岳カメラマンとして活躍。また、ヒマラヤ山脈のナンダ・デヴィでスキーによる縦走をするなど冒険家としても活動したが、怪我がもとで山岳カメラマンを辞し、日本各地の温泉への入湯に傾倒した。山麓のいで湯の写真を撮影していたことで、1970年代半ばから日本テレビ系列の深夜番組『11PM』の秘湯を紹介するコーナーに協力した。
1998年頃に大動脈解離で倒れてからも、投薬と通院をしながら取材を続け、2000年に日本の温泉3000湯、2007年には3292湯の入湯を達成。訪れた温泉宿は延べ8000軒を超えた。この間、温泉に関する著書を多数表したほか、ムックの監修、雑誌への寄稿も多い。2001年には、作り物でない本物の温泉を残そうと、「日本温泉遺産を守る会」を創設して代表に就任した。温泉を取り上げた旅行番組等にもしばしば出演、温泉関連のウェブサイト上でも多々取り上げられたり言及されたりしており、「温泉達人」の異名をとった。自身の活動の集大成として、「温泉の文化と安心を考える会」の発足準備中、2008年11月23日に胸部大動脈瘤破裂で急逝。死去の直前まで精力的に温泉の入浴・取材を続けた。

## 著書
- 日本百名湯 （山と溪谷社）
- 極上にごり湯百選　（山と溪谷社）
- 温泉達人・野口悦男が選ぶ日本百名湯（山と溪谷社）
- 日本百名湯厳選の宿　（山と溪谷社）
- 日本百名湯一軒宿の湯　（山と溪谷社）
- 日本百名湯露天風呂の宿　（山と溪谷社）
- からだにやさしい療養温泉　（山と溪谷社）
- 温泉遺産 -源泉かけ流しの宿と歴史的建造物、温泉文化のすべて　（実業之日本社）
- 1万円の厳選宿200選　（実業之日本社）
- とっておきの温泉 危ない温泉 （知恵の森文庫）
- 認定「温泉遺産」日本の名湯100　（ベストセラーズ）
- 四季を味わう湯の街散歩　（晋遊舎）
- 温泉達人になる虎の巻　（マイクロマガジン社）
- 原始温泉 -全国手掘り・露天52湯探険　（ワールドマガジン社）
- 天皇の宿　（中央公論社）
- 世界の機内食 （旅行読売出版社）
- 湯仙人野口悦男の温泉260選　（七賢出版）

など。